# Салвадор
Салвадо́р (порт. Salvador — Спаситель; полное название — Сан-Салвадор-да-Баия-ди-Тодуз-ус-Сантус; São Salvador da Bahia de Todos os Santos — Святой Спаситель Бухты Всех Святых) — город в Бразилии, столица штата Баия. В 1549—1763 годах был первой столицей колониальной Бразилии.
Составная часть мезорегиона Салвадор. Находится в составе крупной городской агломерации Салвадор. Входит в экономико-статистический микрорегион Салвадор.
Город располагается на двух уровнях. «Нижний город» находится на уровне моря, являясь торговым центром Салвадора. В «Верхнем городе» расположены правительственные учреждения, построенные в колониальном стиле, музеи, церкви и постройки современной архитектуры. Из Верхнего города в нижний можно спуститься, воспользовавшись уникальным видом городского транспорта — подъёмником Ласерда.

## История
Бухта Всех Святых, на берегах которой расположен город, была впервые посещена белыми в 1500 году (экспедиция под командованием Педру Кабрала, положившая начало освоению португальцами Южной Америки). На следующий год картографирование бухты произвёл другой португальский исследователь — Гашпар де Лемуш. Тем не менее, первую высадку на берег португальцы произвели лишь три десятилетия спустя (1531 год, экспедиция Мартина Афонсу ди Соузы).
Город основан 29 марта 1549 года португальскими поселенцами под командованием Томе ди Соуза, первого назначенного королём губернатора колониальной Бразилии, и был провозглашён столицей португальских владений в Южной Америке. В 1552 году в Салвадоре был основан первый португальский католический диоцез по ту сторону Атлантического океана (Салвадор и поныне является столицей бразильского католицизма). Наличие удобного порта и благоприятные условия для выращивания сахарного тростника в окрестностях быстро сделали город центром экономической активности обширного региона на северо-востоке континента. Основой экономики Салвадора была морская торговля (экспорт сахара и импорт рабов).
Процветание города привлекло внимание соперничающих с Португалией держав, и в мае 1624 года Салвадор был захвачен голландцами под командованием адмирала Пита Хайна. В мае 1625 года объединённые силы португальцев и испанцев отбили город обратно. В дальнейшем Салвадор служил основной базой для португальцев в борьбе с Голландской Бразилией.
Состоявшийся в 1763 году перенос столицы Бразилии в Рио-де-Жанейро серьёзно замедлил развитие Салвадора, погрузив его в стагнацию на следующие 150 лет. Процесс индустриализации страны тоже в значительной мере прошёл мимо города. Лишь в начале 1990-х годов в Салвадоре были развёрнуты многочисленные проекты по приведению в порядок исторического центра и привлечению туристов.

## География и климат
Салвадор расположен на полуострове между Бухтой Всех Святых и Атлантическим океаном. Климат города экваториальный, жаркий и влажный в течение всего года. Ветер с Атлантики смягчает духоту по сравнению с внутренними областями штата.
| Показатель                                               | Янв.  | Фев.  | Март  | Апр.  | Май   | Июнь  | Июль  | Авг.  | Сен.  | Окт.  | Нояб. | Дек. | Год    |
| -------------------------------------------------------- | ----- | ----- | ----- | ----- | ----- | ----- | ----- | ----- | ----- | ----- | ----- | ---- | ------ |
| Абсолютный максимум, °C                                  | 37    | 37    | 37    | 37    | 32    | 32    | 35    | 33    | 32    | 35    | 35    | 37   | 37     |
| Средний суточный максимум, °C                            | 30    | 30    | 30    | 30    | 29    | 28    | 27    | 27    | 28    | 28    | 29    | 30   | 29     |
| Средняя температура, °C                                  | 27    | 27    | 27    | 27    | 26    | 25    | 25    | 25    | 25    | 26    | 26    | 27   | 26     |
| Средний суточный минимум, °C                             | 23    | 24    | 24    | 23    | 23    | 22    | 21    | 21    | 22    | 22    | 23    | 23   | 23     |
| Абсолютный минимум, °C                                   | 20    | 18    | 17    | 15    | 12    | 12    | 17    | 16    | 16    | 17    | 18    | 17   | 12     |
| Норма осадков, мм                                        | 110,9 | 121,2 | 144,6 | 321,6 | 324,8 | 251,4 | 203,6 | 135,9 | 112,2 | 122,2 | 118,5 | 132  | 2098,9 |
| Источник: Weatherbase, World Meteorological Organization |       |       |       |       |       |       |       |       |       |       |       |      |        |

## Население
По данным переписи 2010 года в Салвадоре проживало 2 676 606 человек, что ставило его на третье место в Бразилии после Сан-Паулу и Рио-де-Жанейро.
Расовый состав населения:
- белые — 18,9 %
- негры — 27,8 %
- парду — 51,7 %
- азиаты — 1,3 %

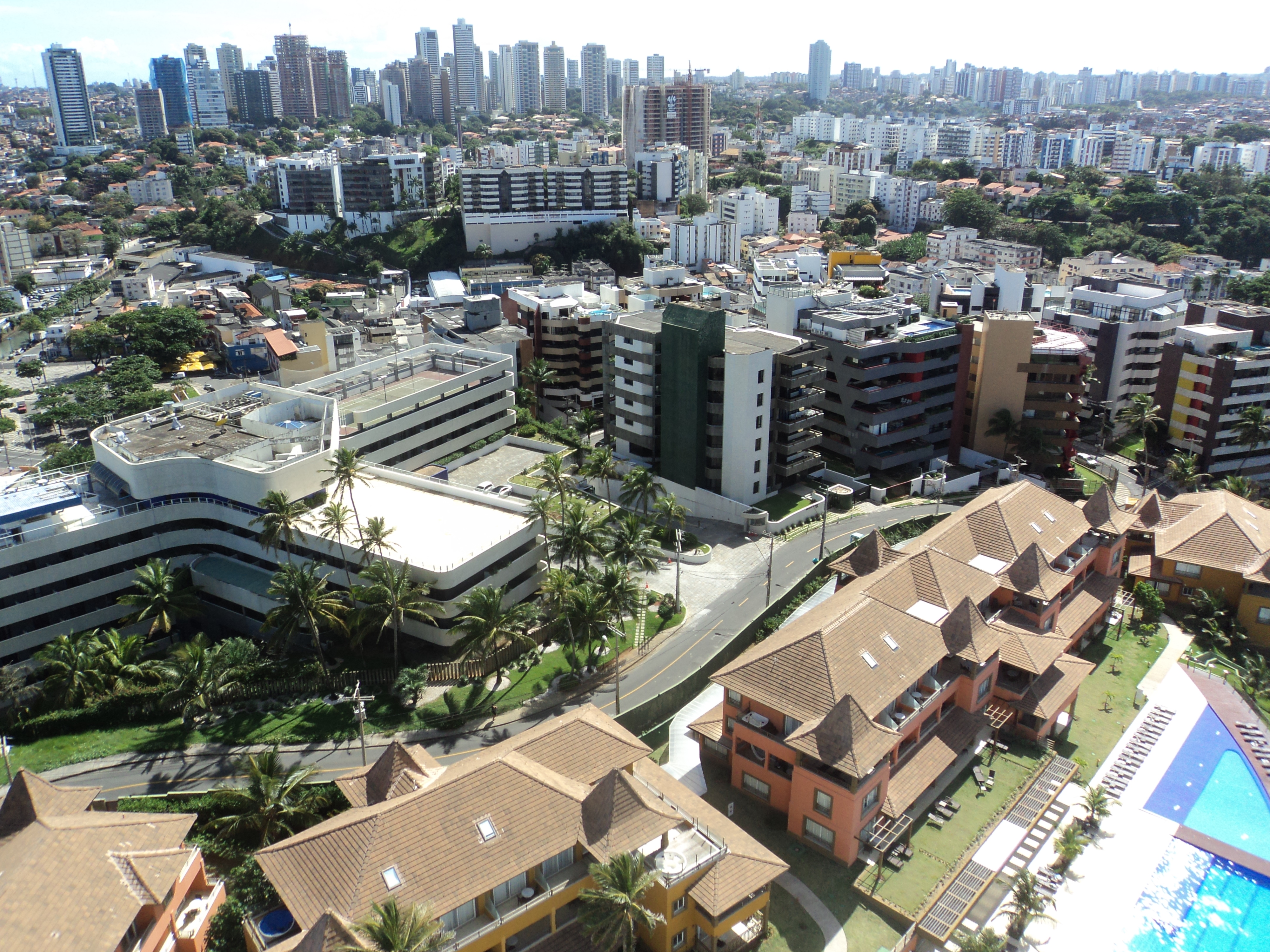
Богатые жилые районы

Чуть более половины салвадорцев являются католиками, около 1/5 — протестантами, остальные преимущественно атеисты.
Салвадор часто называют культурной столицей Бразилии. Многовековая история, смешение культур, традиций и обычаев сделали его символом уникальности и своеобразия бразильской нации. Город является историческим центром развития капоэйры — традиционной бразильской борьбы-танца. Местная кухня, родившаяся из смешения португальской и африканской, острая и основанная на морепродуктах, фасоли и рисе, славится по всему миру.
По уровню преступности Салвадор стабильно входит в первую тройку крупных бразильских городов.

## Экономика
На протяжении всей бразильской истории Салвадор играл важную роль в экономике страны, будучи одним из крупнейших портов и центров торговли. Сегодня город обладает высокоразвитой диверсифицированной экономикой, основные отрасли которой:
- туризм
- транспорт (особенно морской)
- нефтепереработка

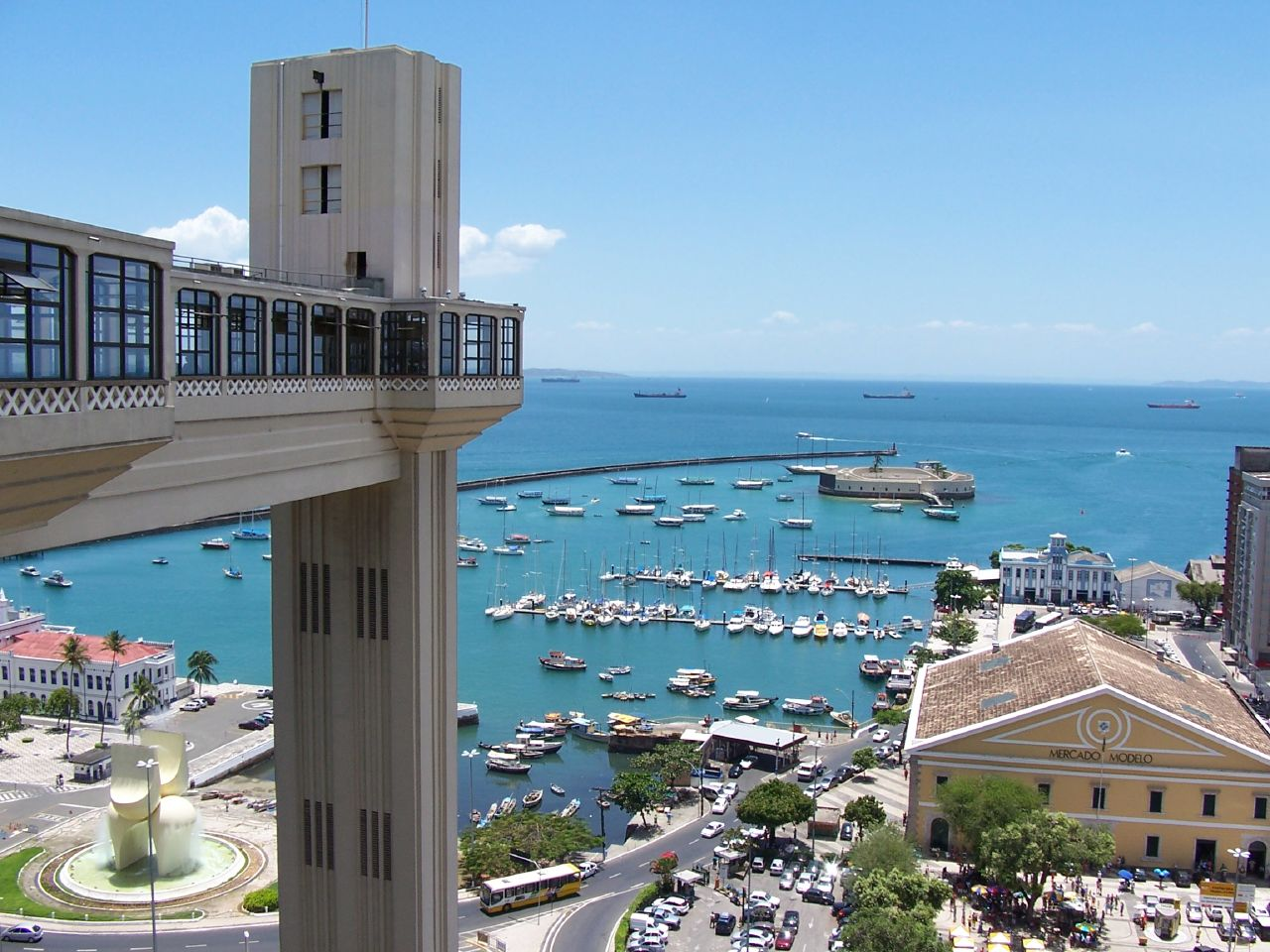
Вид на порт из Верхнего города

- машиностроение (в том числе автомобилестроение)
- банковское дело
- строительство
- розничная торговля

Особую роль в экономике города играет туризм. Салвадор является вторым по популярности (после Рио-де-Жанейро) туристическим направлением Бразилии. Бесконечные пляжи, богатейшая кухня, хорошо сохранившийся исторический центр города и, особенно, знаменитые карнавалы ежегодно привлекают в город миллионы туристов.

## Транспорт
В 28 километрах к северу от центра находится международный аэропорт имени Луиса Эдуарду Магальяйнса (IATA: SSA, ICAO: SBSV) c годовым пассажирооборотом 8,5 млн человек (2012). Регулярные пассажирские рейсы выполняются во все основные города Бразилии, а также Буэнос-Айрес, Майами, Лиссабон, Мадрид и Франкфурт. Дорога из аэропорта весьма живописна и сама по себе является одной из достопримечательностей города.

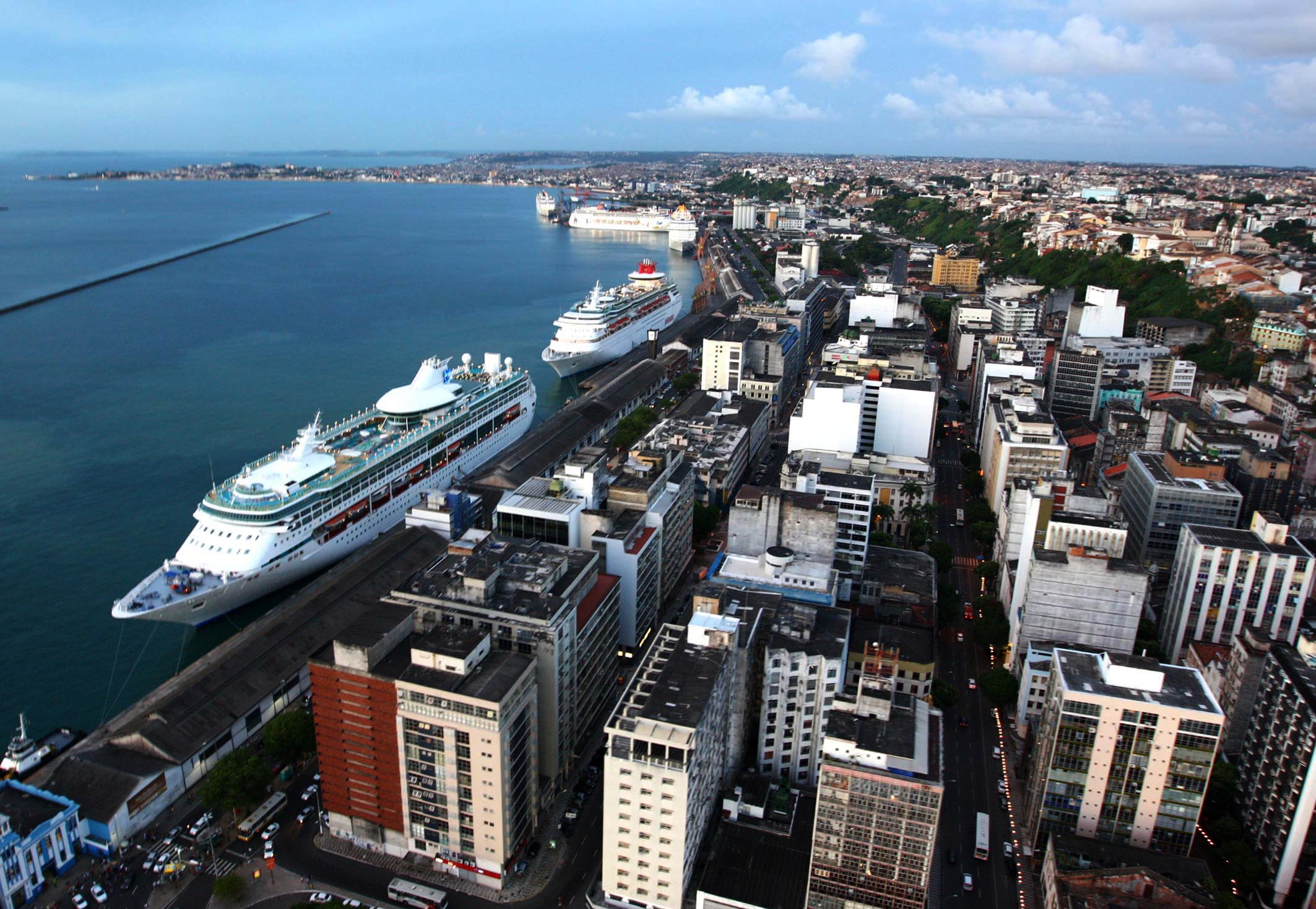
Круизные лайнеры в порту Салвадора

Городской порт принимает до 100 круизных судов с туристами ежегодно, кроме того, он является вторым в Бразилии по отгрузке фруктов и крупнейшим по грузообороту во всём северо-восточном регионе.
Через Салвадор проходят два шоссе федерального значения — BR-101 (оно же «Прибрежное шоссе», идущее вдоль побережья страны) и BR-116 (Форталеза — Жагуаран).
Основу общественного транспорта города составляют автобусы и маршрутные такси. В 2012 году открылась первая линия Салвадорского метрополитена.

## Статистика
- Валовой внутренний продукт на 2005 год составляет 22 145 303 тыс. реалов (данные: Бразильский институт географии и статистики).
- Валовой внутренний продукт на душу населения на 2005 год составляет 8283,00 реала (данные: Бразильский институт географии и статистики).
- Индекс развития человеческого потенциала на 2000 год составляет 0,805 (данные: Программа развития ООН).

## Города-побратимы
- Шакка, Италия
- Лиссабон, Португалия
- Ангра-ду-Эроишму, Португалия
- Кашкайш, Португалия
- Майами, США
- Лос-Анджелес, США
- Котону, Бенин
- Понтеведра, Испания
- Гавана, Куба
- Харбин, КНР

## Фотогалерея

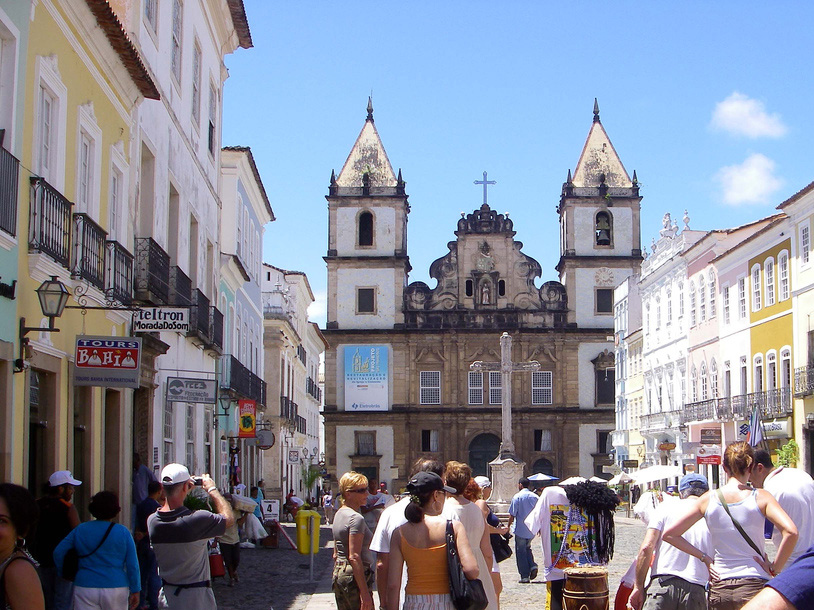
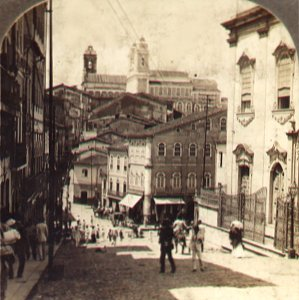
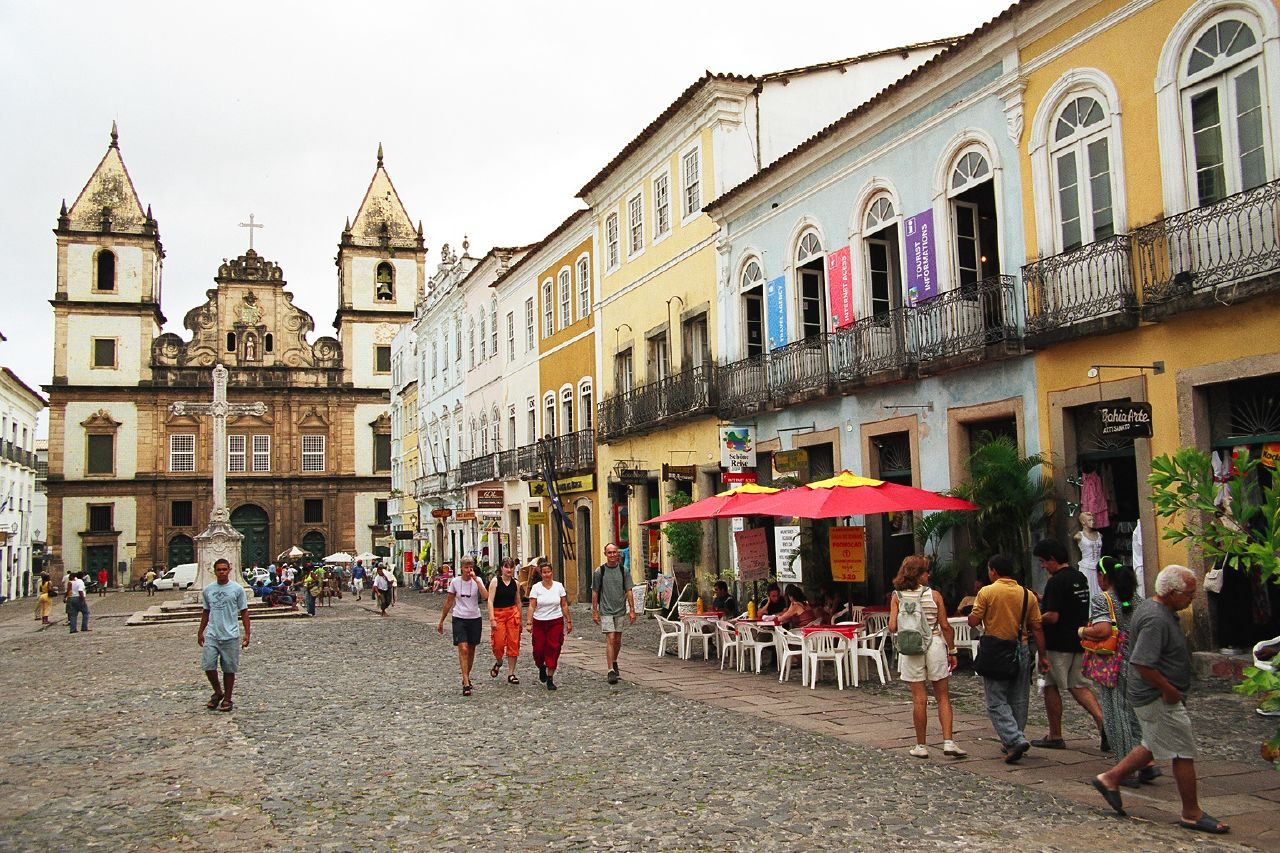
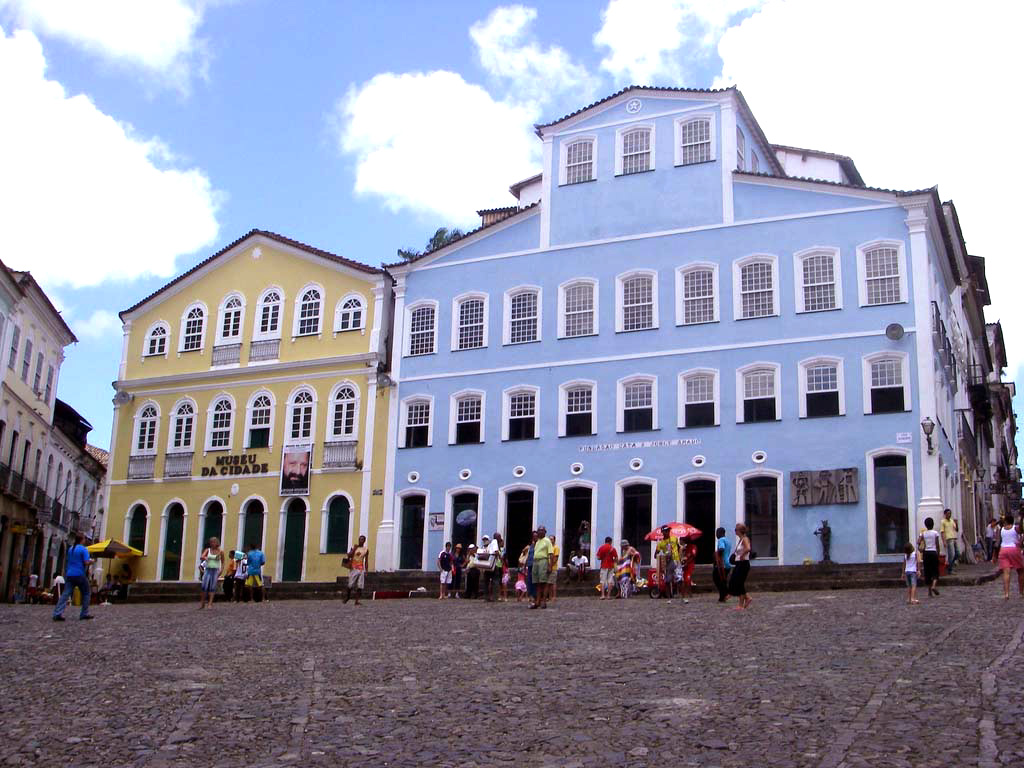

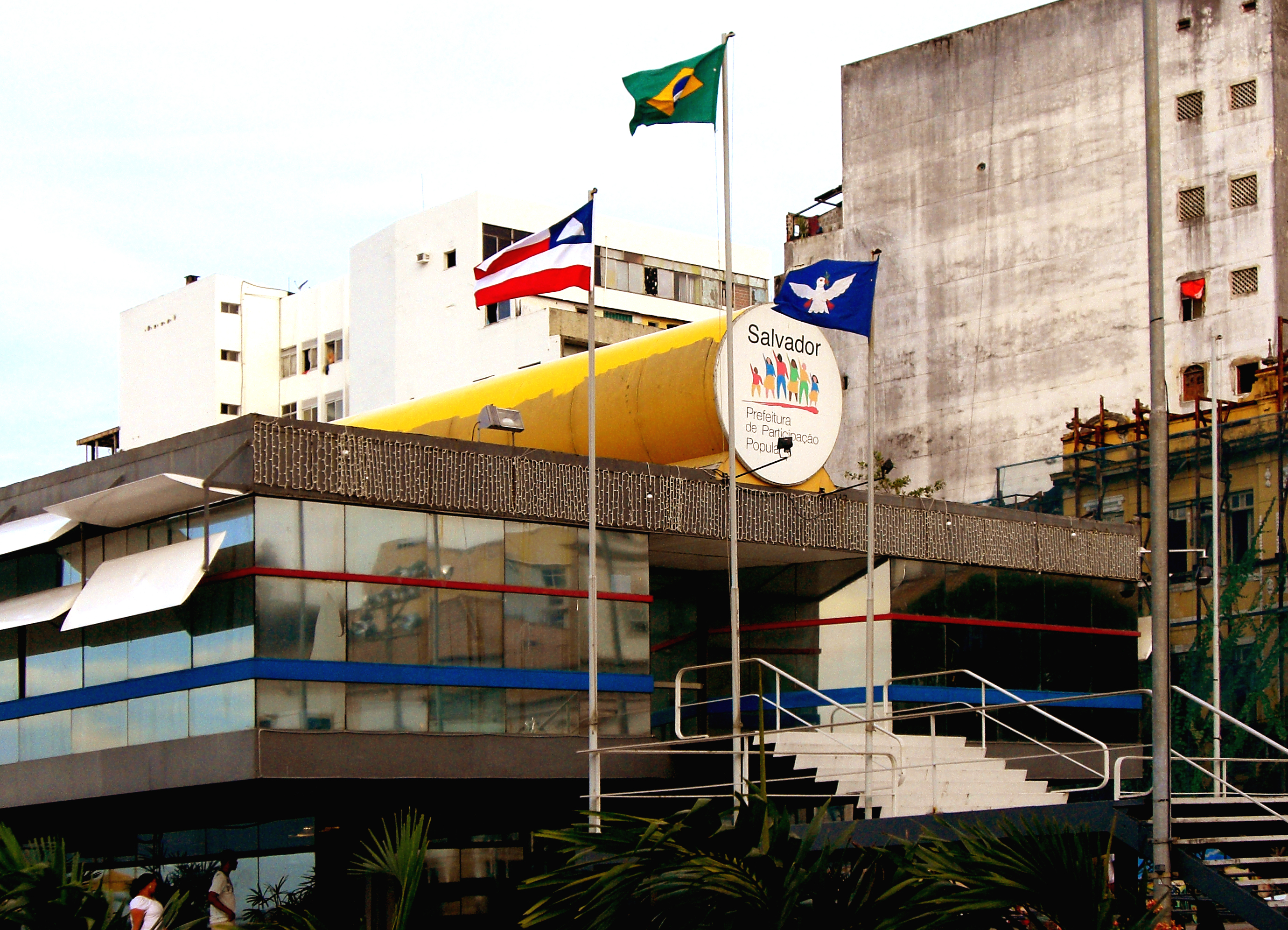
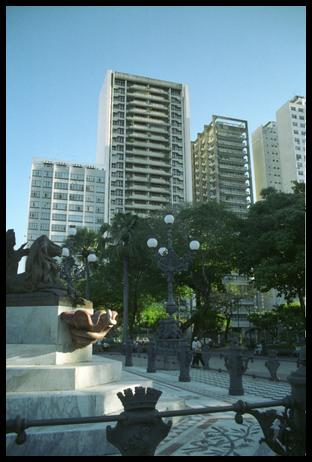
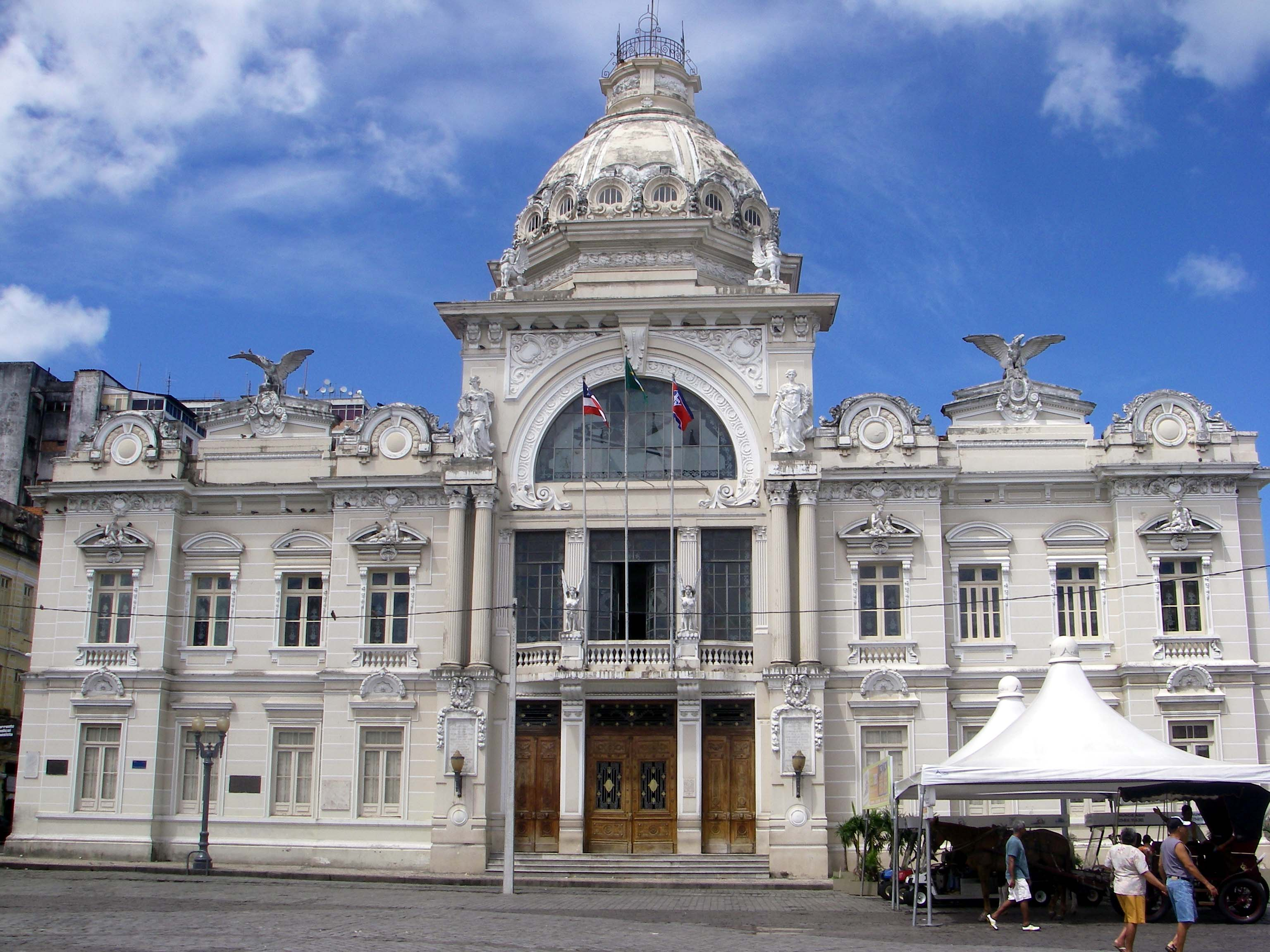
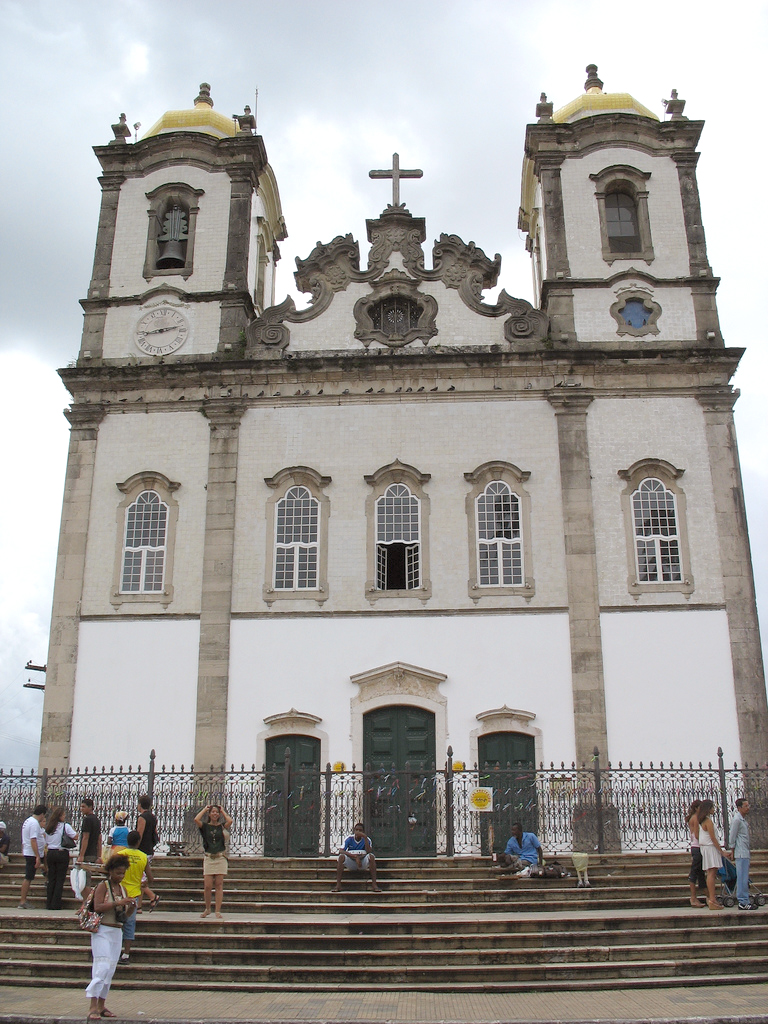

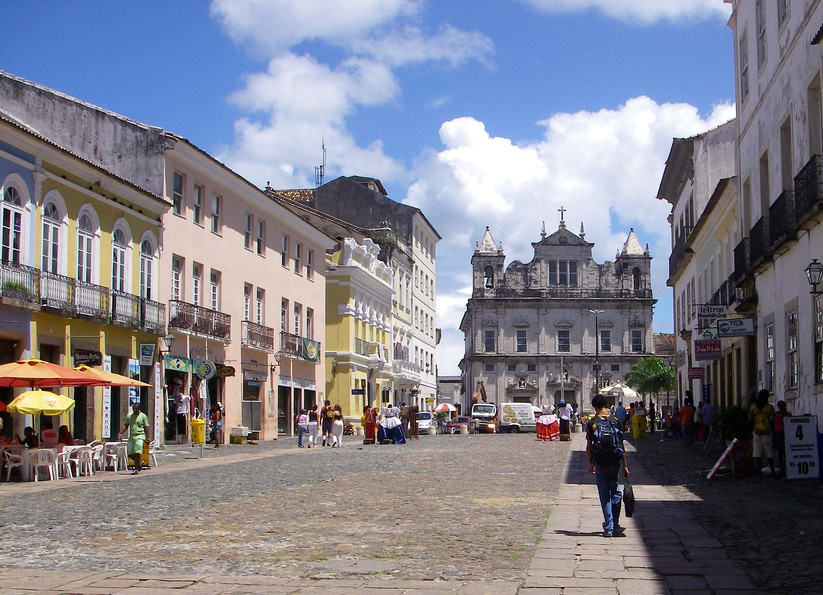
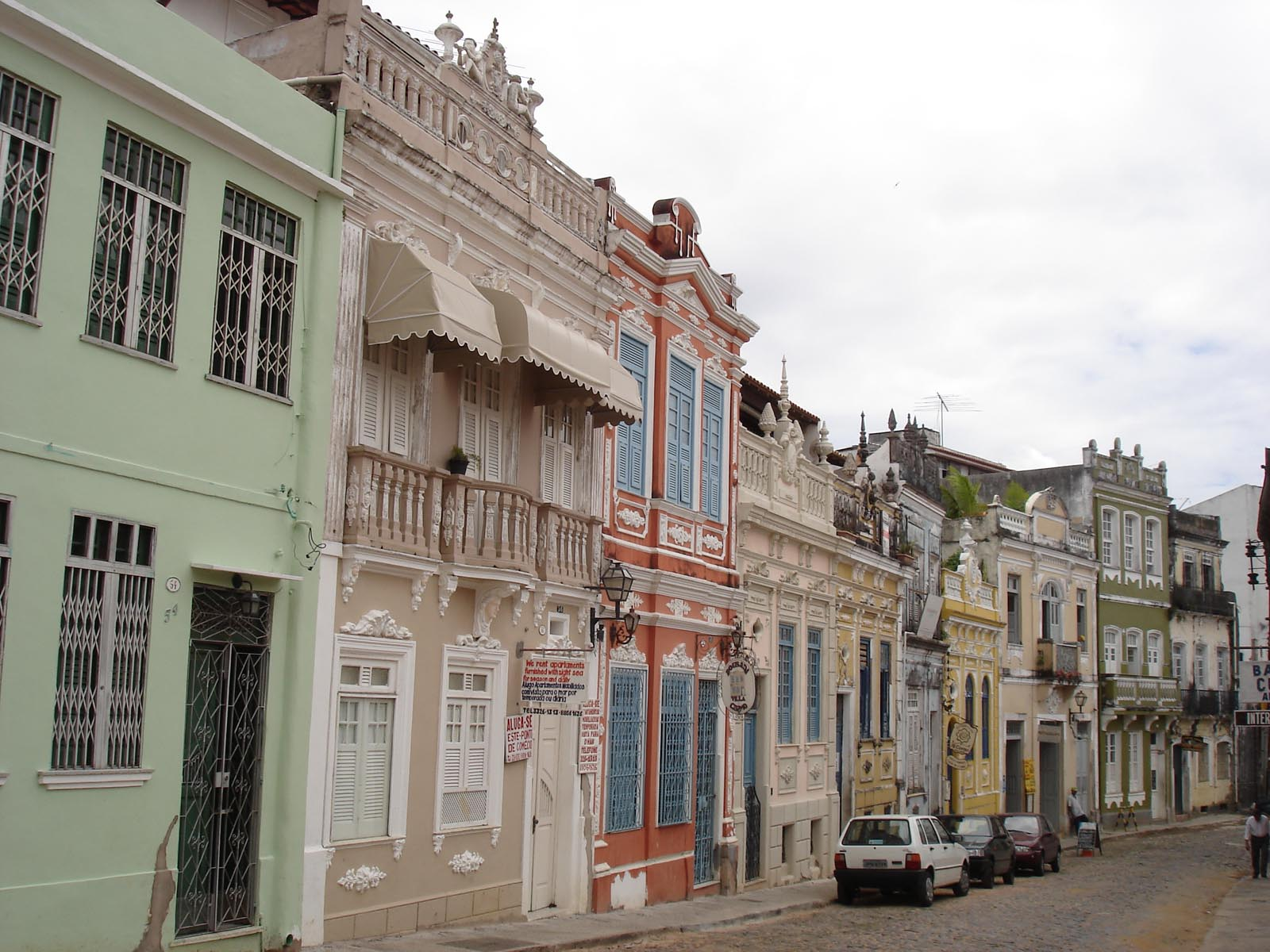
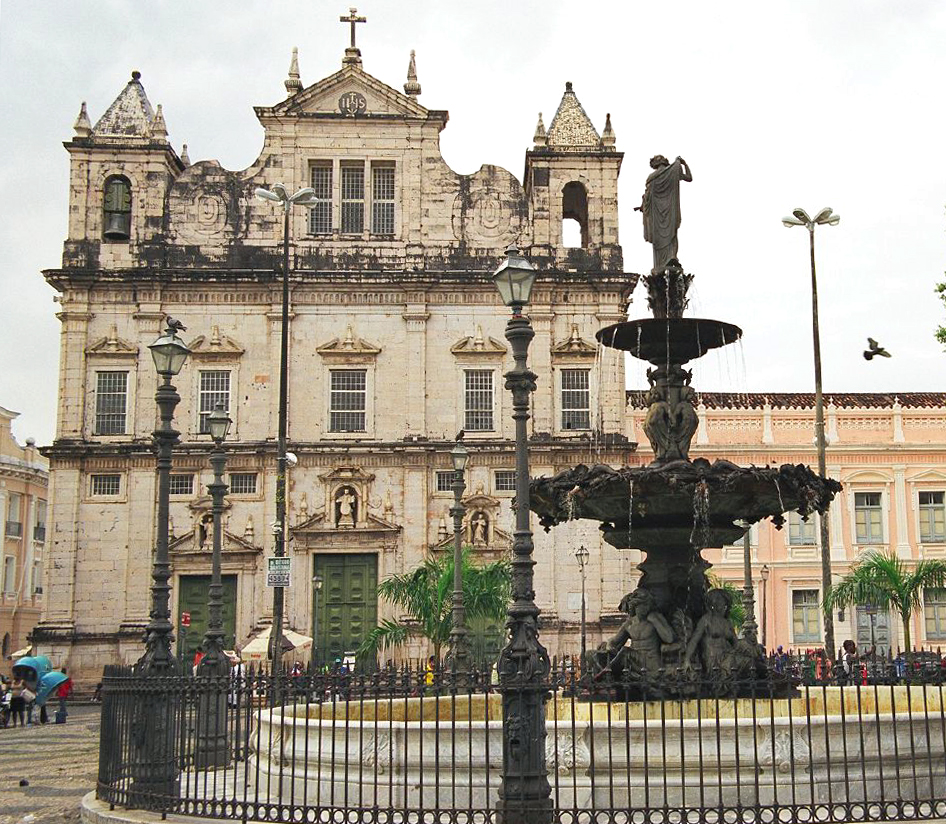
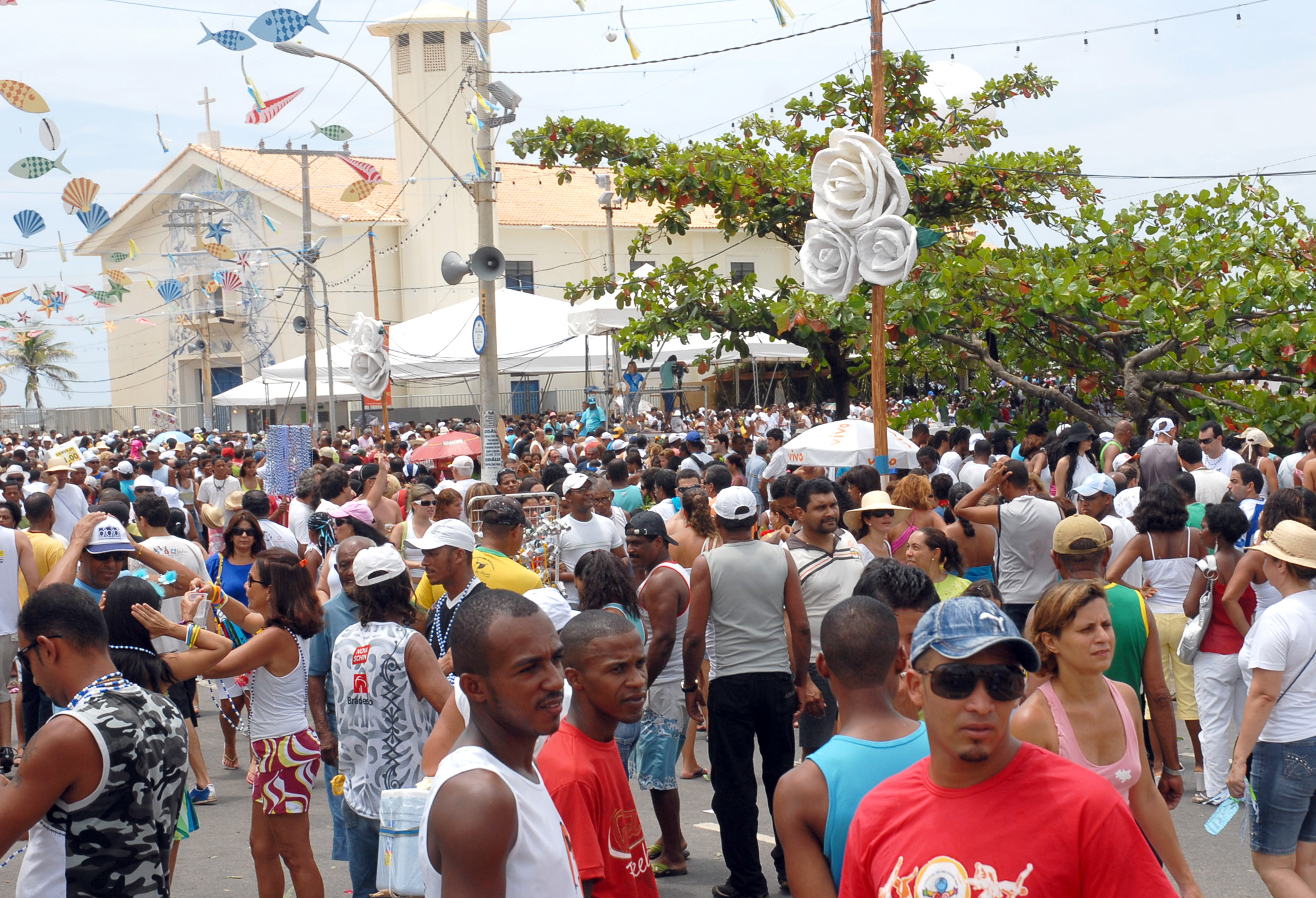

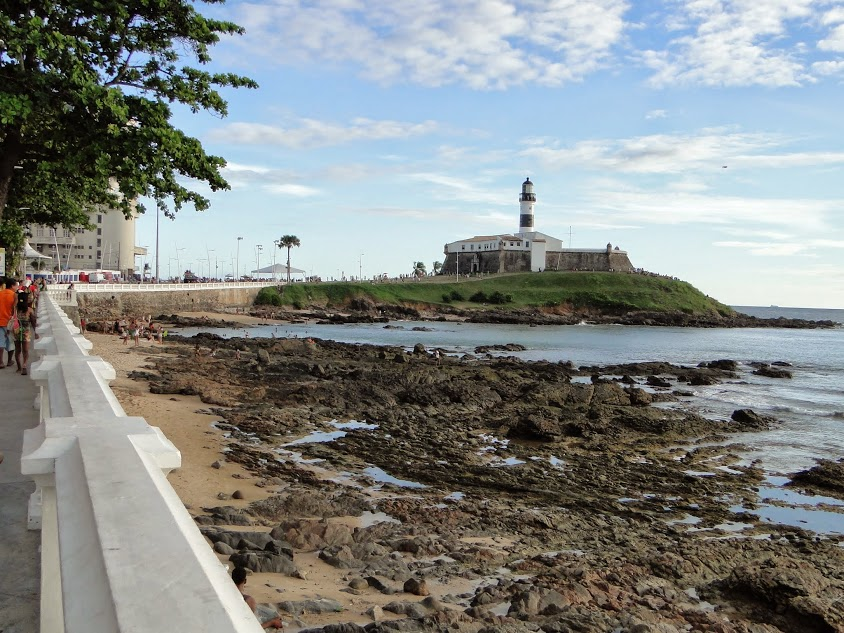
Farol da Barra - Маяк Барра в городе Салвадор, в Бразилии
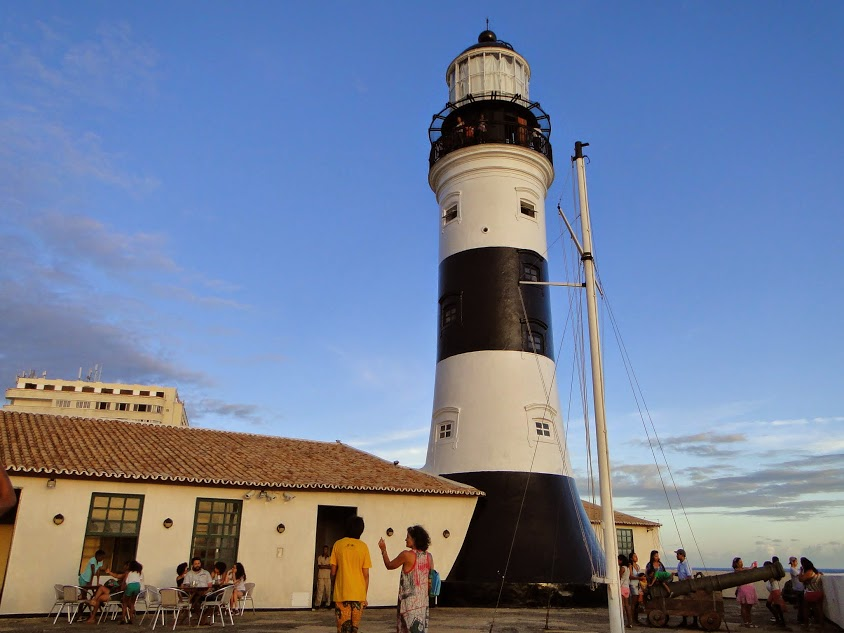
Маяк Барра
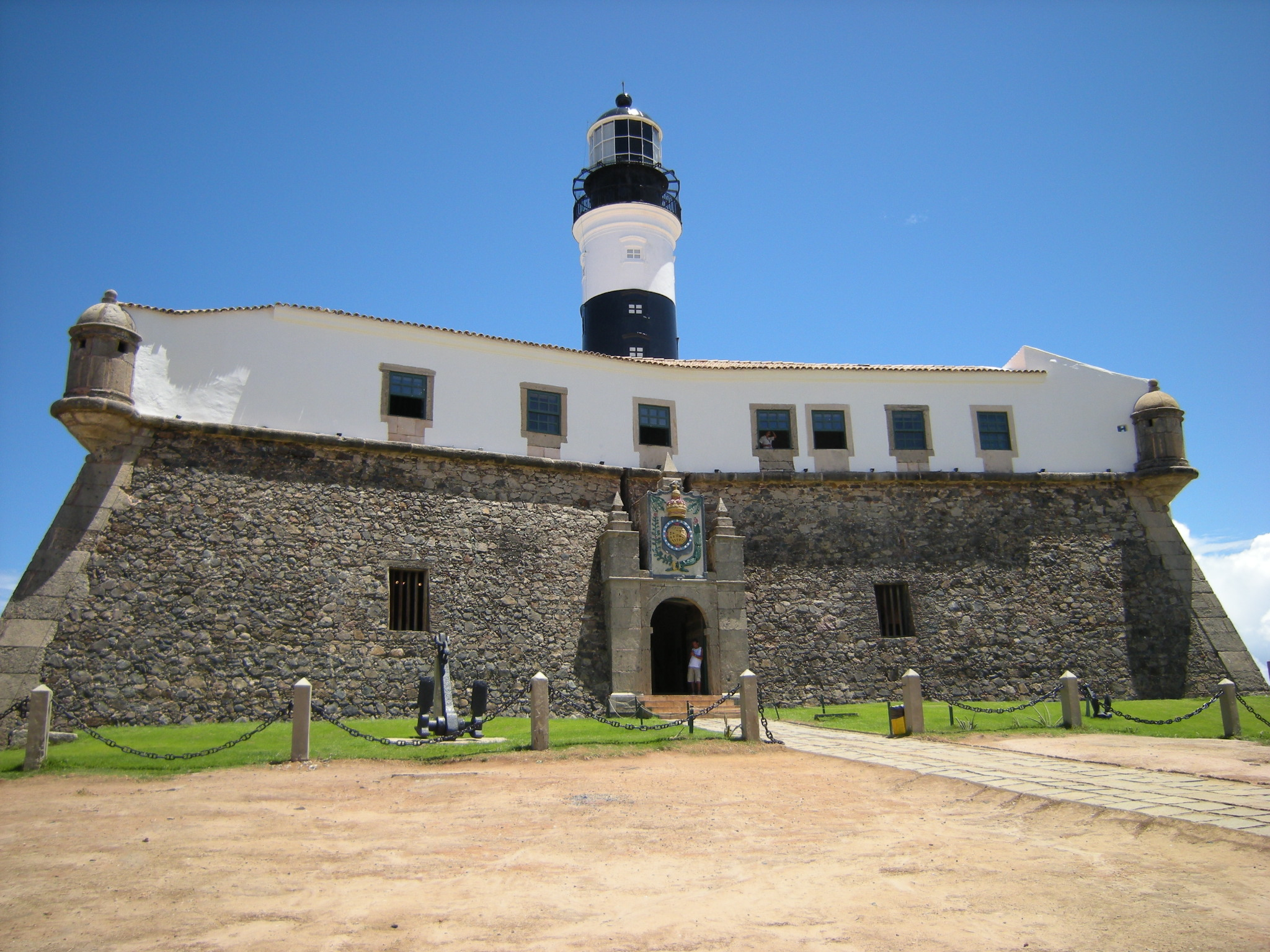
Маяк Барра
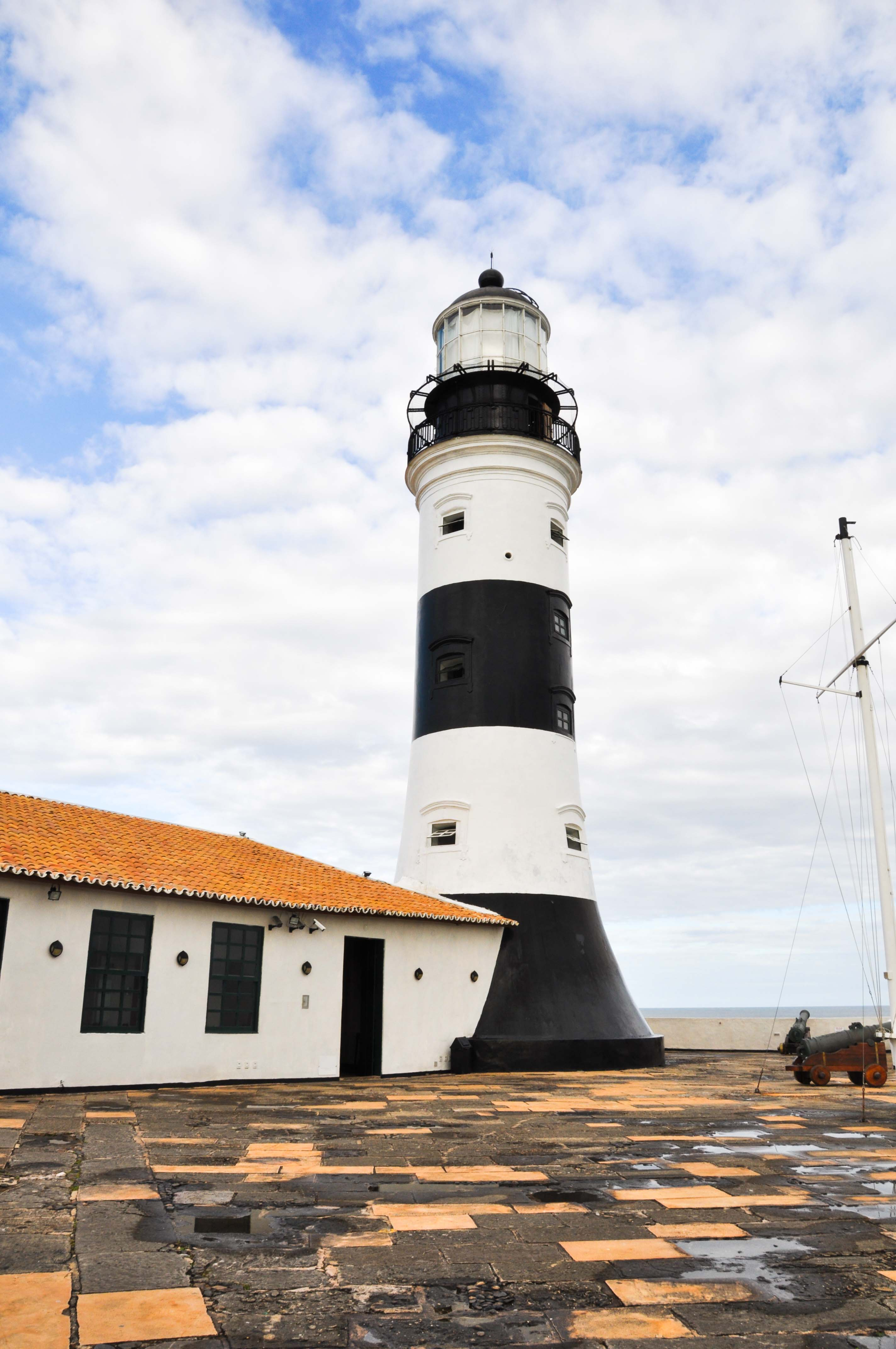
Маяк Барра
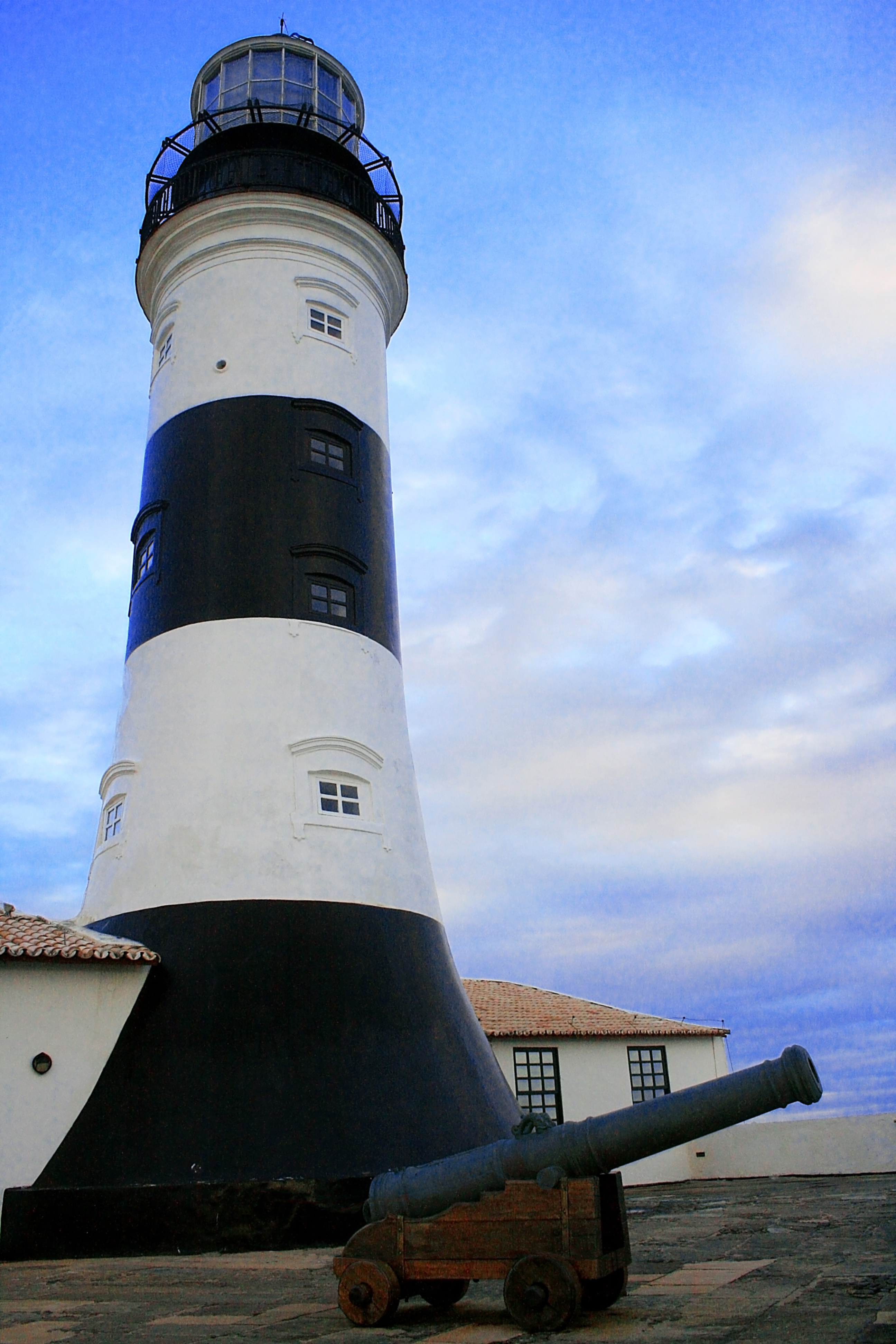
Маяк Барра
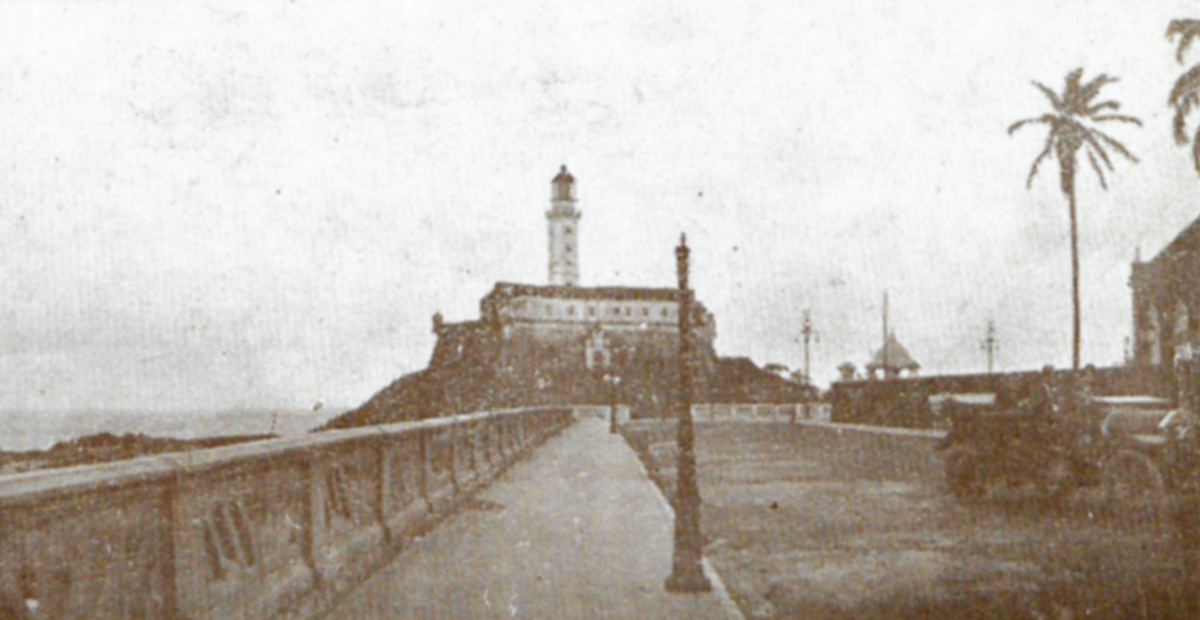
Маяк Барра в 1922 году
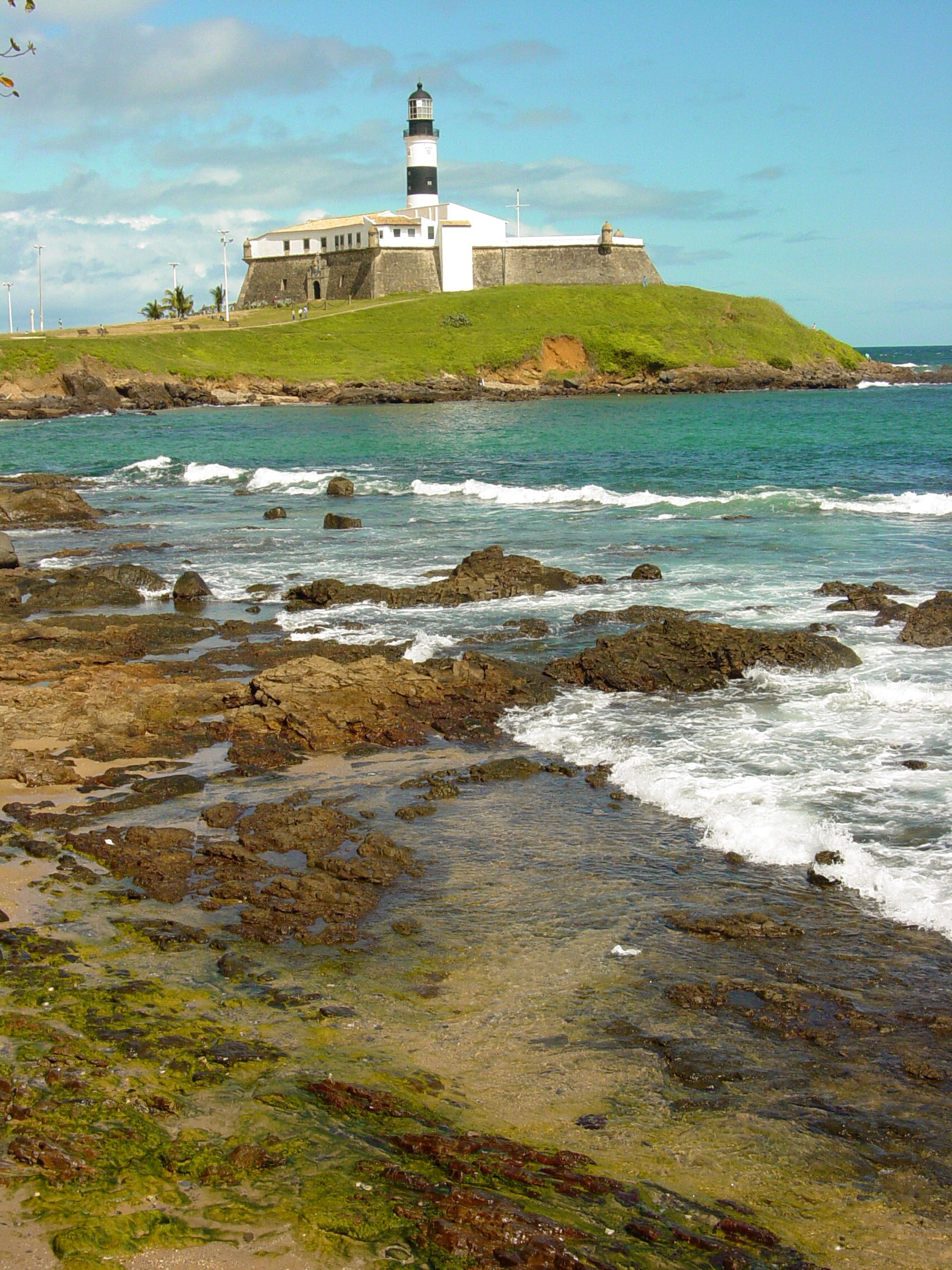
Маяк Барра в июле 2006 года
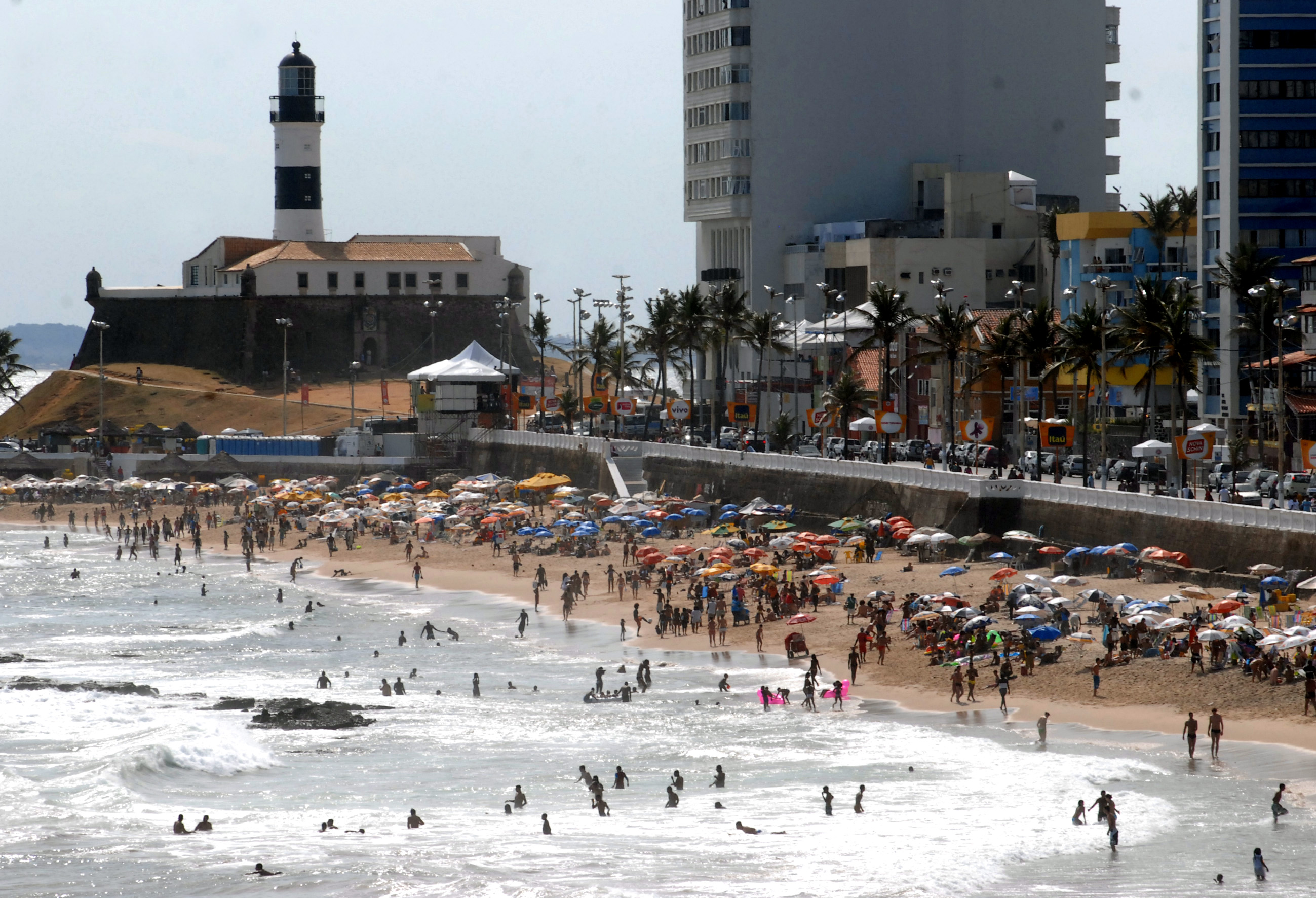
Маяк Барра в 2008 году, вид с городского пляжа Porto da Barra
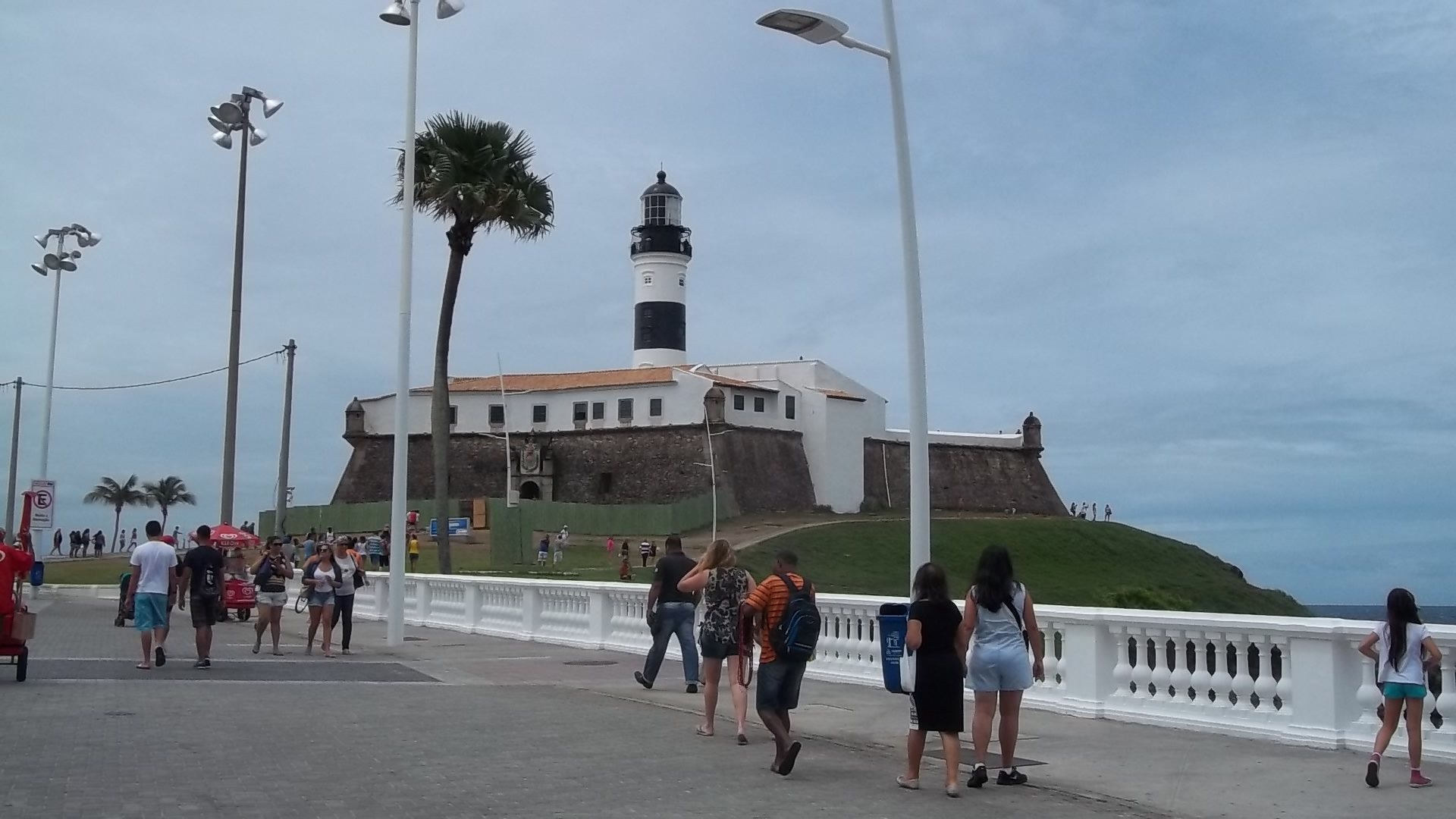
Маяк Барра в 2016 году
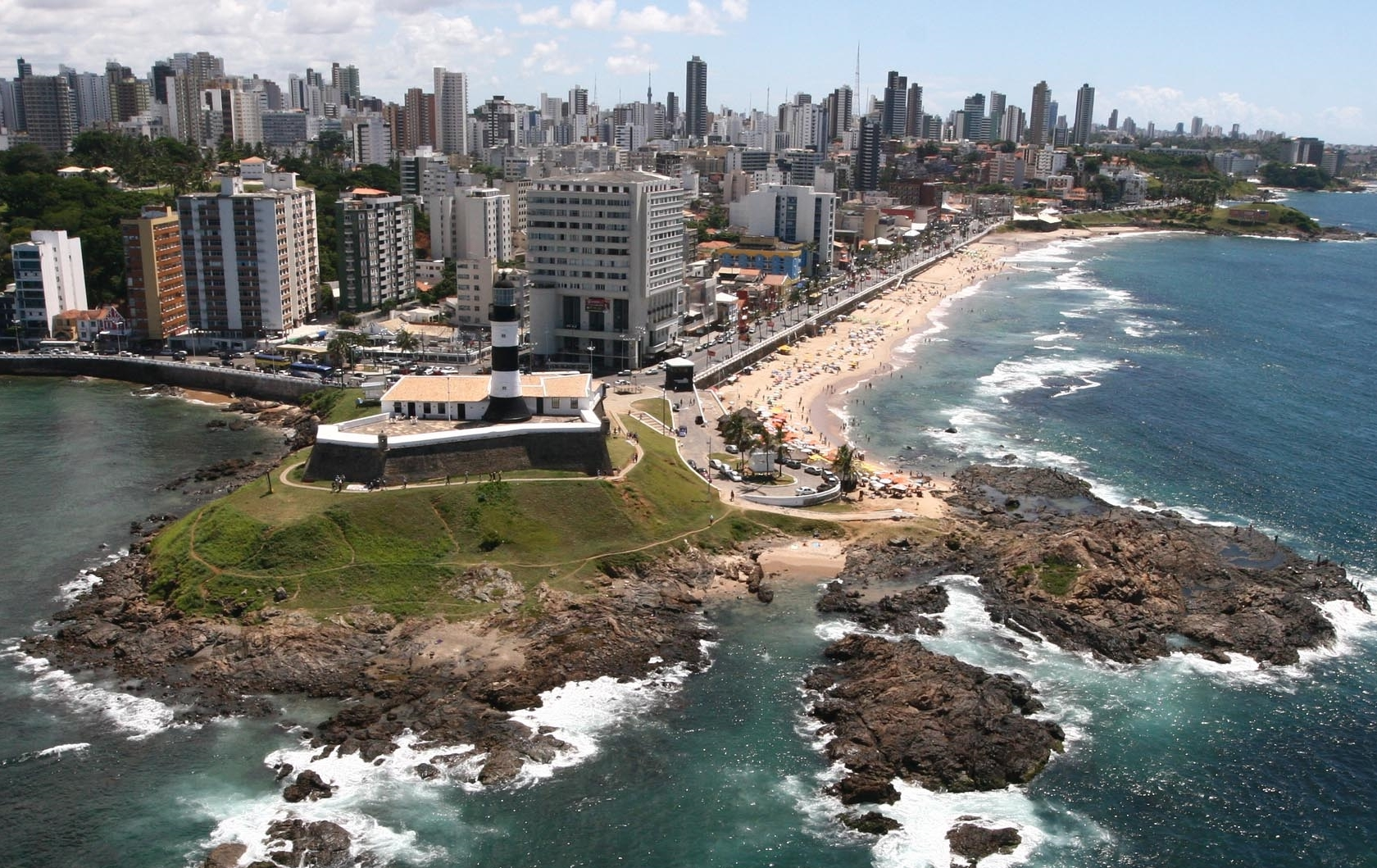
Маяк Барра
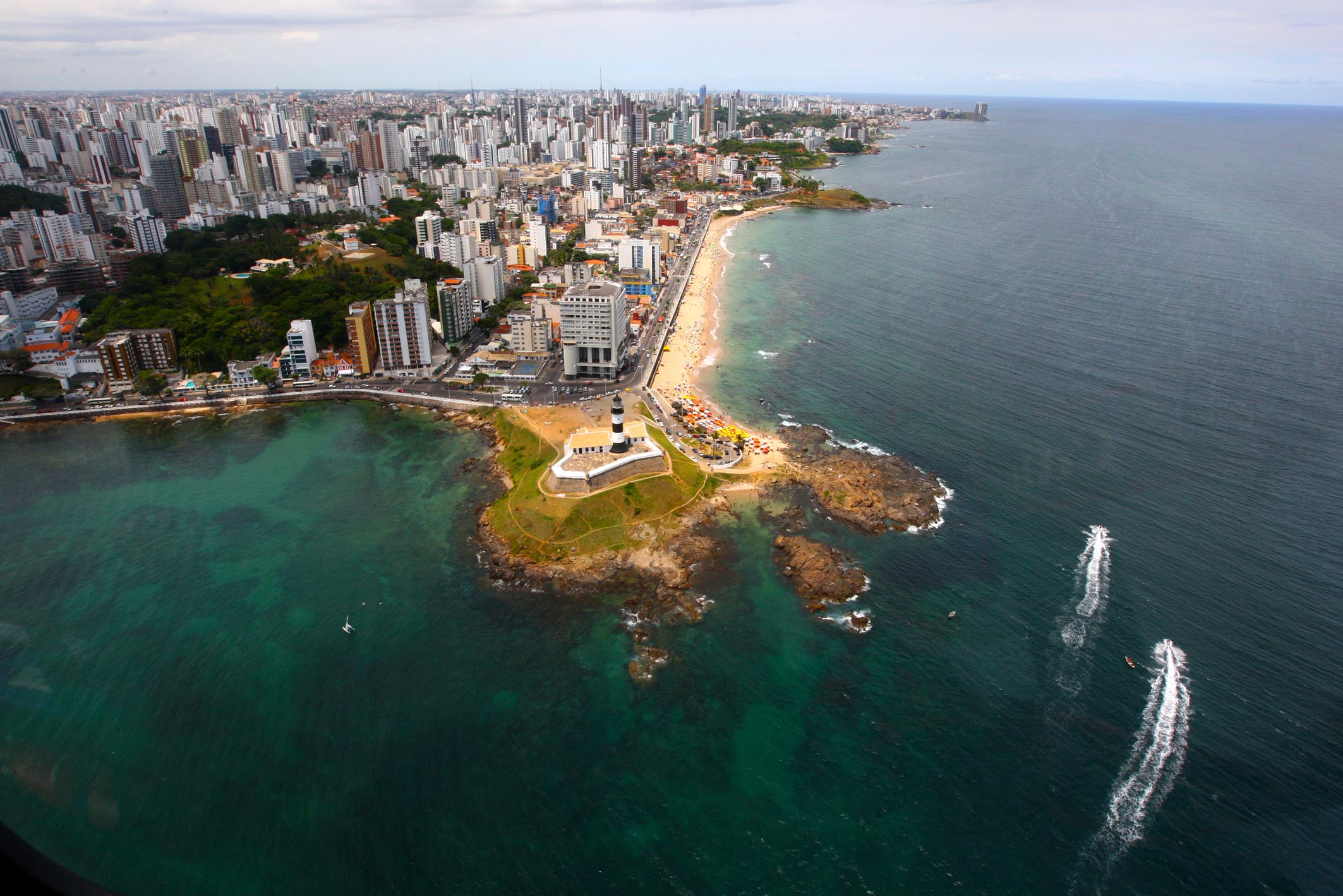
Маяк Барра, город Салвадор, Залив Всех Святых и Атлантический океан с высоты птичьего полёта
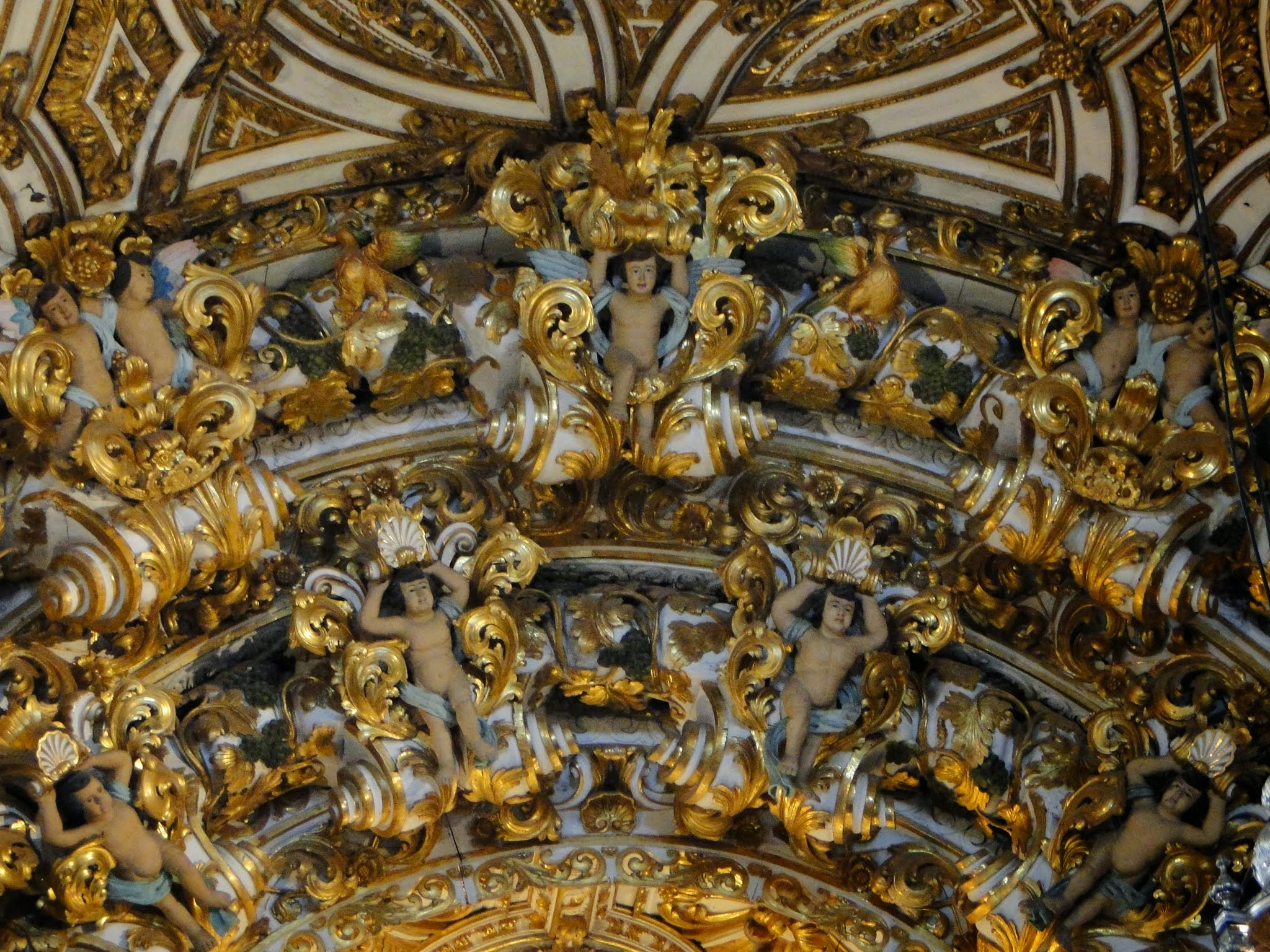
Отделка интерьера в Церкви Святого Франциска